# Lípa ve Vejši
Lípa ve Vejši je památný strom jihovýchodně od vesnice Víska, část obce Čmelíny. Lípa malolistá (Tilia cordata Mill.) roste v lesním porostu v sousedství louky v nadmořské výšce 490 m. Stáří stromu se odhaduje na 260 let, výška je 25 m, obvod kmene 475 cm (měřeno 2013), zdravotní stav je velmi dobrý. Lípa je chráněna od 15. května 2013 jako dominantní jedinec s typickým habitem, významný svým stářím a vzrůstem.